# Сьвінна-Поремба
Сьвінна-Поремба (пол. Świnna Poręba) — село в Польщі, у гміні Мухаж Вадовицького повіту Малопольського воєводства.
Населення — 882 особи (2011).

## Демографія
Демографічна структура станом на 31 березня 2011 року:
|          | Загалом | Допрацездатний вік | Працездатний вік | Постпрацездатний вік |
| -------- | ------- | ------------------ | ---------------- | -------------------- |
| Чоловіки | 443     | 112                | 292              | 39                   |
| Жінки    | 439     | 98                 | 262              | 79                   |
| Разом    | 882     | 210                | 554              | 118                  |